# Pseudopoecilia
Pseudopoecilia är ett släkte av fiskar. Pseudopoecilia ingår i familjen Poeciliidae.
Kladogram enligt Catalogue of Life:
| Pseudopoecilia | \| \| Pseudopoecilia austrocolumbiana \| \| \| \| \| \| Pseudopoecilia festae \| \| \| \| \| \| Pseudopoecilia fria \| \| \| \| |
|                | \| \| Pseudopoecilia austrocolumbiana \| \| \| \| \| \| Pseudopoecilia festae \| \| \| \| \| \| Pseudopoecilia fria \| \| \| \| |
|                | Pseudopoecilia austrocolumbiana                                                                                                 |
|                | |
|                | Pseudopoecilia festae |
|                | |
|                | Pseudopoecilia fria |
|                | |